# Krues
Krues, auch Kruß,  war ein Getreidemaß in der Größe eines Bechers und galt in Ostfriesland.

## Wortherkunft und Größenvergleich
Der Begriff ist abgeleitet von Kroos, einem Zinnkrug beziehungsweise einer Kanne mit Deckel. Der Begriff steht für ein Gefäß und für ein Maß. Krues ist westfriesisch und Kruas oder Kröß ist nordfriesisch.
- 1 Krues = 66 11/12 Pariser Kubikzoll = 1 13/40 Liter

Je nach Region erfolgte eine unterschiedliche Unterteilung des Maßes Verp und für ausgewählte Orte war in 
- Aurich und Esens 1 Verp = 42 Krues und Berum und Norden 1 Verp = 40 Krues
- Emden 1 Verp = 36 Krues und Friedeburg 1 Verp = 43 Krues
- Wittmund 1 Verp = 44 Krues

Die Maßkette war: 
- 1 Vierup/Vierdup/Veerp = 2 Scheffel = 4 Vatjes = 36 Krues

Zu anderen größeren Maßen war an Krues nötig: Scheffel mit 18 und ein Sack mit 72 Krues. Die Last brauchte 144 und die Tonne 2160 Krues.